# Jean-Marie Coldefy
Pour les articles homonymes, voir Coldefy.
Jean-Marie Coldefy est un journaliste, réalisateur et scénariste français considéré comme  l'un des pionniers de la télévision. Il est né le 2 juin 1922 à Saint-Mandé et mort à Clairvaux-d'Aveyron à l'âge de 86 ans le 23 juin 2008.

## Biographie
Il était le réalisateur du premier journal télévisé de l'ORTF, le 29 juin 1949 avec Pierre Sabbagh comme présentateur. Il a également réalisé plusieurs films pour la télévision, notamment des Enquêtes du commissaire Maigret avec Jean Richard.

## Réalisateur
- 1960 : Liberty Bar , (téléfilm)
- 1961 : Les Deux Orphelines, (téléfilm)
- 1962 : Pauvre Martin, (téléfilm)
- 1966 : Edmée de Pierre-Aristide Bréal
- 1966 : La Tour de Nesle , (téléfilm)
- 1966 : Lazare le pâtre, (téléfilm)
- 1976-1977 : Minichronique, avec René Goscinny
- 1978-1985 : Messieurs les Jurés (4 épisodes) :
  - L'Affaire Montvillers (1978)
  - L'Affaire Vico (1980)
  - L'Affaire Tromsé (1982)
  - L'Affaire Cerilly (1985)
- 1980 : Les Trois Sœurs d'Anton Tchekhov, mise en scène Jean-Paul Roussillon, Comédie-Française
- 1981 : Le Roi Lear
- 1982 : Le Journal d'une femme de chambre
- 1984 : Cocteau-Marais captation pour Antenne 2 du spectacle de Jean Marais et Jean-Luc Tardieu d’après l’œuvre de Cocteau,
- 1988 : Les Enquêtes du commissaire Maigret (2 épisodes) :
  - Maigret et le voleur paresseux
  - La Pipe de Maigret

## Scénariste
- 1985 : Messieurs les Jurés (1 épisode) :
  - L'Affaire Cerilly